# Хосе Соррилья (стадіон, 1982)
«Еста́діо Нуе́ва Хосе́ Сорри́лья» (ісп. Estadio Nuevo José Zorrilla) — домашній футбольний стадіон «Вальядоліда». Стадіон розташований в іспанському місті Вальядоліді. Названий на честь уродженця Вальядоліда Хосе Соррильї-і-Мораля. Стадіон побудований до чемпіонату світу 1982 року під керівництвом архітектора Рікардо Сорії. Відкриття стадіону відбулося 20 лютого 1982 року. Місткість стадіону становить 26 512 глядачів. Крім чемпіонату світу стадіон приймав матчі молодіжного чемпіонату Європи 1986 року. У 2009 році після трьох поспіль концертів поле стадіону стало непридатним і його довелося повністю замінити. На цих заходах виступали «Вальядолід Латино», «Depeche Mode» та Брюс Спрінгстін.
6 вересня 1997 тут відбувся заключний концерт європейської частини туру HIStory World Tour американського поп-співака Майкла Джексона

## Чемпіонат світу з футболу 1982
Нуево Хосе Соррилья приймав у себе деякі матчі групи 4 чемпіонату світу з футболу 1982:
- 17 червня  Чехословаччина 1-1  Кувейт
- 21 червня  Франція 4-1  Кувейт
- 24 червня  Чехословаччина 1-1  Франція

## Інші міжнародні матчі
- 11.05.1982  Іспанія 2-0  США
- 08.06.1997  Іспанія 1-0  Чехія
- 01.03.2006  Іспанія 3-2  Кот-д'Івуар